# Klaus Ofczarek
Klaus Ofczarek, né le 17 mars 1939 à Vienne (Autriche) et mort le 6 décembre 2020 dans la même ville, est un acteur et chanteur d'opéra (ténor) autrichien. 

## Biographie
Klaus Ofczarek naît le 17 mars 1939 à Vienne.
Il fréquente l'école Otto Glöckel dans les années 1950, puis étudie le théâtre et le chant au Conservatoire de Vienne en plus d'un apprentissage commercial.
Il est engagé entre autres à l'Opéra de chambre de Vienne, au Théâtre municipal de St. Pölten et de St. Gall et à l'Opéra de Graz. Des tournées l'emmènent à travers les États-Unis. Il fait plusieurs apparitions à Francfort, à Berne et au Volksoper de Vienne.
Klaus Ofczarek joue dans plusieurs productions télévisées, notamment Polt, Rex, chien flic, Julia - Die Dorfrichterin, Trautmann, ainsi que dans le téléfilm Die Gottesanbeterin et le long métrage Klimt (avec John Malkovich).
Depuis 1990, Klaus Ofczarek est membre de la compagnie théâtrale de l'Opéra populaire de Vienne et joue le rôle de Doolittle dans My Fair Lady, de directeur de cirque dans La Fiancée vendue, de notaire dans La Périchole, du Conte Carnero dans Der Zigeunerbaron, de lindobererer dans Der fidele Bauer, de Suffle dans Der Vogelhändler, de Prince Populescu dans Comtesse Maritza, de lieutenant Schrank dans West Side Story, de Giesecke dans l'opérette L'Auberge du Cheval-Blanc, de Barbaruccio dans Eine Nacht in Venedig, de Prince Ypsheim dans Wiener Blut, de Tihanyi/King Pankraz dans Die Herzogin von Chicago, de Rabbi dans Un violon sur le toit, de Prybil dans Le Comte de Luxembourg, de Edouard Dindon dans La Cage aux Folles et du directeur général Eiler dans Der Schauspieldirektor.
À l'Opéra d'État de Vienne, il joue le rôle de conseiller médical dans Lulu pendant la saison 2005/06. Au cours de la saison 2007/08, Klaus Ofczarek se produit au Volksoper de Vienne dans le rôle de Graf de la Tour dans Der Opernball, de Siggi Gross dans Princesse Czardas et de Wachtmeister dans Un violon sur le toit.
Klaus Ofczarek est mariée à la chanteuse d'opéra Roberta Ofczarek. Leur fils commun est l'acteur Nicholas Ofczarek.
Il meurt le 6 décembre 2020 dans sa ville natale à l'âge de 81 ans,.

## Filmographie
- 1996 : Tempo (Kriminalbeamter)
- 1996–2003: Rex, chien flic (vier Folgen)
- 1997: Stockinger – TV-Folge: Stille Wasser  (Herr Schnablegger)
- 1998: Die Neue – Eine Frau mit Kaliber – TV-Folge: Die schwarze Maria (Tobias Stadler)
- 1998: Drei Herren (Postenkommandant)
- 1999–2003: Julia – Eine ungewöhnliche Frau (fünf Folgen)
- 1999: Der Feuerteufel – Flammen des Todes (Wärter kunsthistorisches Museum)
- 2000: Polt muss weinen (Dienststellenleiter Harald Mank)
- 2000: Heimkehr der Jäger
- 2000: Die Frau, die einen Mörder liebte
- 2000: Happy Hour oder Glück und Glas (Pfarrer)
- 2001: Blumen für Polt (Dienststellenleiter Harald Mank)
- 2001: Die Gottesanbeterin (Siggi)
- 2001: Verdammte Helden (Hofrat)
- 2002: Ich gehöre dir (Geldverleiher)
- 2003: Himmel, Polt und Hölle (Dienststellenleiter Harald Mank)
- 2003: Polterabend (film) (alter Dienststellenleiter Harald Mank)
- 2004: Trautmann – TV-Folge: Das Spiel ist aus (Bankfilialleiter)
- 2004: Der Weihnachtshund (Fan von Kurt – Ehemann)
- 2006: Klimt (Old Waiter)
- 2006: Freundschaft (Stimme)
- 2007: SOKO Donau (en) – TV-Folge: Zündstoff (Walter Wolff)
- 2008: Tatort (épisode Exitus) (Prof. Georg Spies)
- 2008: Todsünde (Sylvester Weningstedt)
- 2008: Duel au sommet (Redaktionsleiter)
- 2009: Krupp – Eine deutsche Familie (Tilo von Wilmowsky, 65–79 Jahre)
- 2010: Hinter blinden Fenstern (Sylvester Weningstedt)
- 2010: Lautlos
- 2010: Die Wanderhure
- 2011: Gottes mächtige Dienerin (Earl of Halifax)
- 2012: Roulette russe (zwei Folgen)
- 2012: Hannas Entscheidung (Pfarrer Otterbach)
- 2013: Tom Turbo – Von 0 auf 111
- 2015: Der Metzger und der Tote im Haifischbecken
- 2017: Téhéran Tabou